# Psilorhynchidae
Psilorhynchidae – monotypowa rodzina małych (od 4 do 10 cm), słodkowodnych ryb karpiokształtnych (Cypriniformes), występujących w górskich strumieniach południowej Azji. Czasami klasyfikowana jest jako Psilorhynchinae, podrodzina karpiowatych. Nie mają znaczenia gospodarczego.

## Występowanie
Nepal i przyległe obszary Indii, po zachodnią Birmę.

## Klasyfikacja
Do rodziny zaliczany jest rodzaj:
Psilorhynchus